# Skyler Rude
Skyler Rude là một chính khách người Mỹ. Là một đảng viên Cộng hòa, ông đã phục vụ tại Hạ viện Washington kể từ ngày 3 tháng 1 năm 2019. Ông được bầu vào năm 2019 để kế nhiệm đảng Cộng hòa Terry Nealey.

## Sự nghiệp chính trị
Theo trang web công khai của ông, Rude phục vụ trong "Ủy ban Chương trình Đánh giá Lập pháp và Trách nhiệm Giải trình, Ủy ban Giáo dục Đại học Chung, Lực lượng Đặc nhiệm Chung về Cố vấn Đại học Cộng đồng và Kỹ thuật, Ủy ban Bảo tồn Đồ đạc ở Điện Capitol, Ủy ban LGBTQ và Hội nghị Quốc gia của Nhóm Công tác Lập pháp Hạt nhân của Cơ quan Lập pháp Nhà nước. Ông cũng đã được chỉ định phục vụ trong một lực lượng đặc nhiệm nội bộ có nhiệm vụ khám phá lời khai từ xa cho các phiên điều trần của ủy ban tại Hạ viện."
Vào năm 2019, Nghị quyết 4621 của Hạ viện đồng tài trợ Rude khuyến khích Hạ viện theo đuổi chương trình thử nghiệm lời khai từ xa, cũng như chỉ đạo Ủy ban Quy tắc Điều hành giải quyết vấn đề trước ngày 1 tháng 10 năm 2019.
"Chúng ta cần giảm bớt các rào cản để công chúng tham gia vào quá trình lập pháp. Trong thời đại công nghệ tiên tiến như hiện nay, chúng ta nên cố gắng hết sức để đảm bảo quyền truy cập vào quy trình". Rude cho biết, theo một thông cáo truyền thông.

## Đời tư
Trước khi là đại diện của tiểu bang, ông đã từng ở trong Ban Cố vấn Công viên và Giải trí Walla Walla và College Place. Ông là trợ lý lập pháp của Thượng nghị sĩ Maureen Walsh và ủng hộ việc ngăn chặn quấy rối tình dục. Ông công khai là người đồng tính.